# Auneau
Auneau là một xã trong tỉnh Eure-et-Loir, thuộc vùng hành chính Centre-Val de Loire của nước Pháp, có dân số là 3880 người (thời điểm 1999). Auneau là trụ sở hành chính của tổng Auneau.

## Nhân khẩu học
| 1962  | 1968  | 1975  | 1982  | 1990  | 1999  |
| ----- | ----- | ----- | ----- | ----- | ----- |
| 2.014 | 2.358 | 2.791 | 3.183 | 3.098 | 3.880 |